# Frank Aletter
Frank Aletter (* 14. Januar 1926 in Queens, New York City; † 13. Mai 2009 in Tarzana, Los Angeles, Kalifornien) war ein US-amerikanischer Bühnen-, Film- und Fernsehschauspieler.

## Leben
In den 1950er-Jahren trat Aletter am Broadway in den Musicals Bells Are Ringing und Wish You Were Here sowie im Theaterstück Time Limit auf.
Ab 1956 spielte Aletter mehr als 100 Rollen in Filmen und in zahlreichen Fernsehserien. Unter der Regie von John Ford debütierte er im Film Keine Zeit für Heldentum. Ab 1960 wurde er in der Hauptrolle des Buddy Flower in der Sitcom Bringing Up Buddy bekannt. Weitere Filmrollen übernahm er in Tora! Tora! Tora!, und Walt Disneys Der Tiger ist los (A Tiger Walks). Aletter trat in den Fernsehserien M*A*S*H, Ironside, Matlock, Dallas und Falcon Crest auf.
Neben seiner Arbeit engagierte er sich in der US-amerikanischen Schauspielergewerkschaft Screen Actors Guild, deren Vizepräsident er 1987 wurde.
Im Jahr 1958 heiratete er die ehemalige Miss America Lee Meriwether. Das Paar hatte zwei Töchter, die Schauspielerin Kyle Aletter-Oldham und Lesley Aletter. Zehn Jahre nach seiner Scheidung im Jahr 1974 heiratete Aletter 1984 seine zweite Frau Estella.